# Manchester Monarchs
Los Manchester Monarchs fueron un equipo profesional de hockey sobre hielo de  Mánchester, Nuevo Hampshire, Estados Unidos. Jugaron en la American Hockey League desde 2001 hasta 2015, y en la ECHL desde 2015 hasta 2019.

## Los jugadores actuales

### Porteros
- Jonathan Bernier

- Jonathan Quick

### Defensor
- Richard Petiot

- Peter Harrold

- Drew Bagnall

- Jeff Likens

- Troy Milam

- Josh Kidd

- Davis Drewiske

- Joe Piskula

### Atacantes
- Lauri Tukonen

- Petr Kanko

- Trevor Lewis

- Brady Murray

- Kevin Westgarth

- Brian Boyle

- Matt Ryan

- Marc-Andre Cliche

- Scott Parse

- Matt Moulson

- Paul Crosty

- Gabe Gauthier

- John Zeiler

- David Meckler

- Teddy Purcell

## Entrenador
- Bruce Boudreau (2001-2005)

- Jim Hugues (2005-2006)

- Mark Morris (2006-presente)

## Récord de Franquicia
- Goles: 46 Mike Cammalleri (2004-05)
- Asistencias: 63 Bates Battaglia (2004-05)
- Puntos: 109 Mike Cammalleri (2004-05)
- Pena de Actas: 322 Joe Rullier (2004-05)
- Promedio de goles recibidos: 1,93 Adam Hauser (2004-05)
- Porcentaje Ahorro: 93,3% Adam Hauser (2004-05)

## Todas las temporadas
- Goles: 71 Mike Cammalleri
- Asistencias: 114 Steve Kelly
- Puntos: 168 Mike Cammalleri
- Pena de Actas: 807 Joe Rullier
- Guardian victoria: 44 Travis Scott
- Blanqueadas: 12 Adam Hauser
- La Mayoría de partidos jugados: 268 Joe Rullier

- Datos: Q925024
- Multimedia: Manchester Monarchs (AHL) / Q925024